# Wilhelm Huck

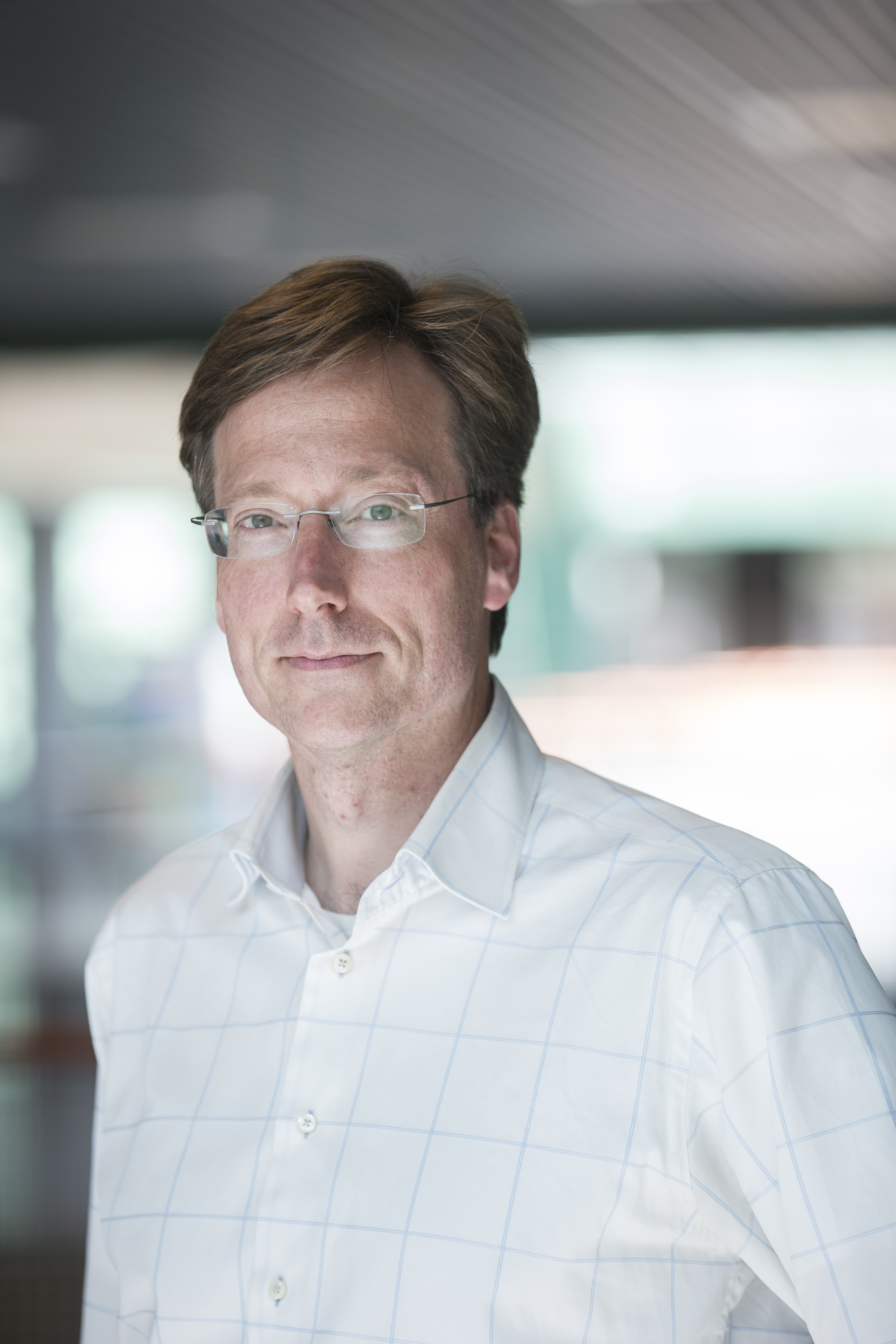
Wilhelm Huck (2016)

Wilhelm Theodorus Stefanus Huck (* 1970) ist ein niederländischer Chemiker und Hochschullehrer an der Radboud-Universität Nijmegen.
Huck studierte Chemie an der Universität Leiden mit dem Diplom 1992 und wurde 1997 an der Universität Twente bei D. N. Reinhoudt promoviert (Non-Covalent Synthesis of Nanosize Metallodendrimers). Als Post-Doktorand war er 1997 bis 1999 bei George Whitesides an der Harvard University. Ab 1999 war er University Lecturer an der Universität Cambridge, 2003 Reader und 2007 Professor für Makromolekulare Chemie. 2004 bis 2010 war er Direktor des Melville Laboratory for Polymer Synthesis in Cambridge. 2010 wurde er Professor an der Radboud-Universität in Nijmegen.
Huck erforscht mit seiner Gruppe die in vitro Funktion enzymatischer Netzwerke fern vom Gleichgewicht ähnlich wie in der lebenden Zelle (mit dem ultimativen Ziel der bottom up Konstruktion lebender Zellen).
2016 erhielt er den Spinoza-Preis. 2010 erhielt er einen ERC Advanced Grant. Er ist Fellow der Royal Society of Chemistry, seit 2012 Mitglied der Niederländischen Akademie der Wissenschaften und seit 2017 der Academia Europaea.

## Schriften
- mit Luis Fidalgo u. a.: Coupling Microdroplet Microreactors with Mass Spectrometry: Reading the Contents of Single Droplets Online, Angewandte Chemie, Int. Edition, Band 48, 2009, S. 3665–3668
- mit Sergey Semenov und anderen: Rational design of functional and tunable oscillating enzymatic networks, Nature Chemistry, Band 7, 2015, S. 160–165
- mit Maike Hansen u. a.: Macromolecular crowding creates heterogeneous environments of gene expression in picolitre droplets, Nature Nanotechnology, Band 11, 2016, S. 191–197
- mit Evan Spruijt, Ekaterina Sokolova: Complexity of molecular crowding in cell-free enzymatic reaction networks, Nature Nanotechnology, Band 9, 2014, S. 406–407